# Gregorio Hernandez jr.
Gregorio Hernandez jr. (Malabon, 20 april 1913 - Balamban, 17 maart 1957) was een Filipijns minister. Hernandez was een neef van Epifanio de los Santos.

## Biografie
Hernandez behaalde zijn middelbareschooldiploma in 1929 aan de Ateneo de Manilla. Aansluitend behaalde hij in 1931 zijn associate degree aan de Ateneo en een Bachelor of Laws-diploma aan de University of Santo Tomas (UST). Na eerste enige tijd bij het advocatenkantoor Delgado en Tañada te hebben gewerkt, begon hij als advocaat op het ministerie van Justitie. Hij was de belangrijkste Filipijnse adviseur in de United States-Philippine War Damage Commission. Later was hij decaan van de rechtenfaculteit van UST. In 1954 werd hij door president Ramon Magsaysay benoemd tot minister van onderwijs. In zijn periode als minister implementeerde hij de Education Act van 1953, waarin onder meer werd bepaald dat alle Filipijnse kinderen in de leeftijd van 7 tot 13 verplicht onderwijs dienden te volgen. Daarnaast was hij verantwoordelijk voor de introductie het lesgeven in lokale talen en moedigde hij godsdienstonderwijs aan. Ook zorgde hij ervoor dat de boeken van de Filipijnse nationale held Jose Rizal werden toegevoegd aan de leerstof op Filipijnse scholen.
Gregorio Hernandez jr. kwam op 17 maart 1957 om het leven bij de Vliegramp op Cebu, toen het vliegtuig waarin hij samen reisde met onder anderen president Ramon Magsaysay en voormalig senator Tomas Cabili neerstortte op Mount Manunggal. 

## Bron
- Carlos Quirino, Who's who in Philippine history, Tahanan Books, Manilla (1995)